# Bernd Schneider (automobilist)
Bernd Schneider (St. Ingbert, Zapadna Njemačka, 20. srpnja 1964.) je njemački vozač automobilističkih utrka. Godine 1987. osvojio je naslov u Njemačkoj Formuli 3. U Deutsche Tourenwagen Masters prvenstvu je pet puta osvojio naslov prvaka (1995., 2000., 2001., 2003., 2006.) Godine 1997. osvojio je naslov u FIA GT prvenstvu, a na utrci 24 sata Le Mansa je nastupao tri puta - 1991., 1998. i 1999., no nijednom nije uspio završiti utrku. U Formuli 1 je nastupao od 1988. do 1990., no bez većih uspjeha. Od 34 utrke, uspio se kvalificirati tek na njih 9, od kojih je 3 uspio završiti. 

## Vanjske poveznice
- Bernd Schneider - Driver Database
- Bernd Schneider - Stats F1
- All Results of Bernd Schneider - Racing Sport Cars